# Israel Rumpler
Israel Rumpler (* um/nach 1580 in Hall in Tirol; † 1635 in Stuttgart) war ein württembergischer Hofmaler.

## Leben
Rumpler war ein Sohn eines Altisten aus Hall in Tirol. Nachdem er nach Stuttgart gekommen war, wurde er mit der Unterstützung des Herzogs Friedrich gegen Dienstobligation von 1601/02 bis 1603/04 Lehrling von Georg Donauer. Nach dem Tod von Sebastian Ramminger wurde er 1617 zum Hofmaler bestellt. Er war an den Malerarbeiten im Neuen Bau im großen Maße beteiligt. 1617/18 wurde er für umfangreiche, aber nicht näher spezifizierte Arbeiten daran von der Landschreiberei entlohnt. Von ihm stammten vermutlich auch die Bilder an der Decke des großen Saals, die die ältesten Begebenheiten des Hauses Württemberg darstellten, sowie die Monatsbilder an den Säulen des Saals.
1619 bemalte Rumpler mit kostbaren Malereien den Korb und den Deckel der Kanzel der Pfarrkirche in Vaihingen an der Enz.
Er wurde am herzoglichen Hof bis zu seinem Tod beschäftigt, ohne dass man ihm in dieser Zeit konkrete Malerarbeiten zuschreiben könnte. Als Hofmaler musste er auch verschiedene Dekorationsarbeiten ausführen. 1619 vergoldete er den von Heinrich Schickhardt entworfenen Wetterhahn für die evangelische Kirche in Vaihingen an der Enz. 1623/24 verzierte er die Tafeln für die Schauessen des Herzogs mit Gold und Silber.